# منطقة أحمد نكر
منطقة أحمد نكر رمزها «AH» (بالإنجليزية: Ahmednagar)‏ هي تقسيم إداري لدولة الهند تتبع ولاية ماهاراشترا (بالإنجليزية: Maharashtra)‏ ، مركزها هو مدينة أحمد نكر (بالإنجليزية: Ahmednagar)‏ عدد سكانها حسب تعداد سنة 2001 هو 4,088,077 ، مساحتها 17,048 كم² وكثافة السكان 240 لكل كم² .